# Sân bay Dori
Sân bay Dori (IATA: DOR, ICAO: DFEE) là một sân bay ở Dori, Burkina Faso.